# Omar McLeod
Omar McLeod (* 25. April 1994 in Kingston) ist ein jamaikanischer Leichtathlet, der sich auf den Hürdenlauf spezialisiert hat. Mit seinen persönlichen Bestzeiten von 12,90 s im 110-Meter-Hürdenlauf und 9,99 s im 100-Meter-Lauf ist er der erste Mensch der in beiden Disziplinen unter 13 bzw. 10 Sekunden gelaufen ist.

## Sportliche Laufbahn
McLeod qualifizierte sich für die jamaikanische Mannschaft für die Jugendweltmeisterschaften 2011 im 110- und 400-Meter-Hürdenlauf. Hier erreichte er zwei Mal das Finale. Den 110-Meter-Hürdenlauf beendete er mit einer persönlichen Bestzeit von 13,61 s als Vierter und die 400 Meter als Achter.
Im letzten Jahr auf dem Kingston College 2013 stellte McLeod neue nationale Juniorenrekorde im 110- (13,24 s) und 400-Meter-Hürdenlauf (49,98 s) auf. Danach wechselte er auf die University of Arkansas.
McLeod war bis dahin bei noch keinem Hallenwettbewerb gestartet, aber er akklimatisierte sich schnell und gewann 2014 die NCAA Hallenmeisterschaft im 60-Meter-Hürdensprint. Diesen Titel konnte er im Folgejahr verteidigen und stellte mit 7,45 s einen neuen nationalen Rekord auf. Er brach mit dieser Zeit den 17 Jahre alten NCAA Rekord von Reggie Torian und stellte eine Jahresweltbestleistung auf (geteilt mit Orlando Ortega).
Auf Grund dieser Leistung war er bei den NCAA-Freiluftmeisterschaften großer Favorit. Er gewann die 110 Meter Hürden in einer Zeit von 13,01 s, auf Grund des zu großen Rückenwinds wird die Zeit bei Rekordangaben nicht gewertet. Nach seinem Sieg bei den 110 Meter Hürden nahm er für sein Universitätsteam auch beim Staffellauf über 4-mal 100 und 4-mal 400 Meter teil. Die 4-mal-100-Meter-Staffel wurde gewonnen, bei den 4-mal 400 Metern reichte es für Platz 6.
Nach der Saison unterschrieb McLeod einen Vertrag bei Nike und war von nun an ein Profi. Dies bedeutete aber auch, dass er nicht mehr für sein Universitätsteam, den Arkansas Razorbacks, startberechtigt war.
Bei den nationalen Meisterschaften 2015 gelang es ihm den nationalen Rekordinhaber Hansle Parchment zu schlagen und mit 12,97 s eine neue persönliche Bestzeit aufzustellen. Dies ist die 15.-schnellste Zeit jemals gelaufene Zeit. Den ersten professionellen Wettkampf beim István Gyulai Memorial in Székesfehérvár konnte er auf Grund eines Krampfes nicht beenden.
Aufsehen erregten auch seine 9,99 s, aufgestellt im 100-Meter-Sprint zu Beginn der Freiluftsaison 2016 in Fayetteville. Er ist damit der erste Mensch mit Laufbestzeiten unter 13 Sekunden im 110-Meter-Hürdenlauf bzw. unter 10 Sekunden beim 100-Meter-Sprint.
Sein größter Erfolg war der Gewinn des Olympiatitels 2016 in Rio de Janeiro im 110-Meter-Hürdenlauf.
2017 lief er bei einem Leichtathletik-Meeting in Kingston eine neue persönliche Bestzeit und gleichzeitig Jahresweltbestleistung von 12,90 s. Dies ist die fünftschnellste jemals gelaufene Zeit aller Zeiten. Bei der folgenden Weltmeisterschaften in London trat er als Mitfavorit an und konnte diese Rolle mit Gold bestätigen.